# Alakítási szilárdság
Az alakítási szilárdság a képlékeny alakítási technológia legfontosabb paramétere. Azt fejezi ki, hogy az adott fém alakításakor mikor, milyen mechanikai feszültség elérésekor kezd el képlékenyen alakváltozni. Precízebben: az alakítási szilárdság a fémek egytengelyű feszültségállapotban mért folyáshatára.

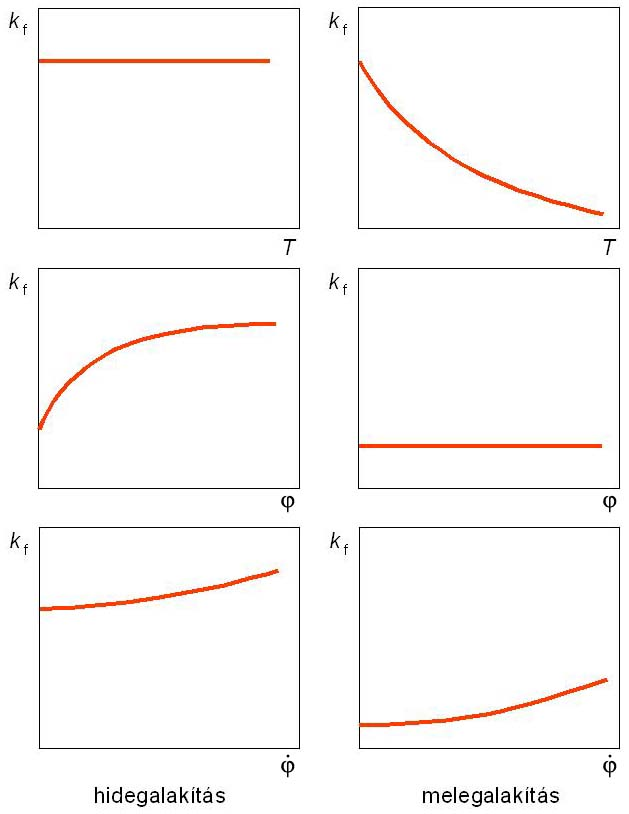
Az alakítási szilárdságot befolyásoló paraméterek hatása hideg- és melegalakítás esetén

Az alakítási szilárdság (kf) nagysága több tényezőtől függ:
- az adott fém anyagától, annak kémiai összetételétől;
- a darab hőmérsékletétől (T);
- az alakváltozás mértékétől, nagyságától (ε vagy φ);
- attól, hogy az alakváltozás milyen sebességgel megy végbe ({\displaystyle {\dot {\varepsilon }}} vagy {\displaystyle {\dot {\varphi }}}).

Az alakítási szilárdság meghatározására számos kísérleti és számításos módszer alakult ki. 
- Kísérleti módszerek:
A kísérleti módszerek (húzó-, nyomó- vagy duzzasztó- és csavarókísérlet, Ford-próba) nehézségét az jelenti, hogy a definícióban szereplő egytengelyű feszültségállapotot a gyakorlatban igen nehéz biztosítani, ráadásul az alakváltozási sebesség (és a hőmérséklet) mértéke változik a kísérlet folyamán. Ennek a kiküszöbölésére alkották meg az ún. plasztométereket, amelyek mechanikus vagy elektronikus vezérléssel valósítják meg az állandó alakváltozási sebességet (mintegy 0,01–500 s−1 között beállítható tartományban), ráadásul sok típusuknál lehetőség van a hőmérséklet állandó értéken való tartására is. A ballisztikus plasztométerek alkalmazásával nagy alakváltozási sebességet (~104 s−1) lehet elérni, a korszerű csavaró plasztométerek pedig főleg melegalakítási vizsgálatokra használhatók eredményesen. A hőmérséklet tartását a próbadarabot körbevevő csőkemencével tudják biztosítani.
A nyomó- (duzzasztó-) kísérletek speciális módszere a lapos zömítés (Ford-próba), amelynél bizonyos geometriai viszonyok betartásával jól közelíthető az egytengelyű feszültségi állapot.
- Számításos módszerek:
A számításos módszerek is többnyire kísérleti méréseken alapulnak, ilyen például a Hajduk-féle módszer, ami az ún. termodinamikai tényezőkre épül. Melegalakítás esetén:
    {\displaystyle k_{f}=k_{f0}\cdot K_{T}\cdot K_{\varphi }\cdot K_{\dot {\varphi }}} .
A képletben kf0 egy alapérték, acéloknál például a T = 1000°C hőmérséklethez, a {\displaystyle \varphi } = 0,1 mértékű alakváltozáshoz és a {\displaystyle {\dot {\varphi }}} = 10 s−1  alakváltozási sebességhez tartozó alakítási szilárdság. Az alakítási szilárdság kiszámításához ezt az alap alakítási szilárdságot szorozzák meg az 1000 °C-tól eltérő hőmérsékletet „korrigáló” tényezővel, csakúgy, mint a tényleges alakváltozást és alakváltozási sebességet leíró tényezővel. Ezek a helyesbítő tényezők sok-sok kísérleti mérésre alapuló összefüggések és – az anyagminőségtől függő – állandók alapján határozhatók meg az alábbi összefüggések szerint:
    {\displaystyle K_{T}=A_{1}\cdot exp(-m_{1}\cdot T)} ,
    {\displaystyle K_{\varphi }=A_{2}\cdot \varphi ^{m_{2}}} ,
    {\displaystyle K_{\dot {\varphi }}=A_{2}\cdot {\dot {\varphi }}^{m_{3}}} .

## Példák alakítási szilárdságra
Az alábbi ábrák acél és alumínium példáján mutatják be az alakítási szilárdság függését a technológiai paraméterektől (alakváltozás, alakváltozási sebesség, hőmérséklet). Az ábrák a görbék jellegének szemléltetésére alkalmasak. 

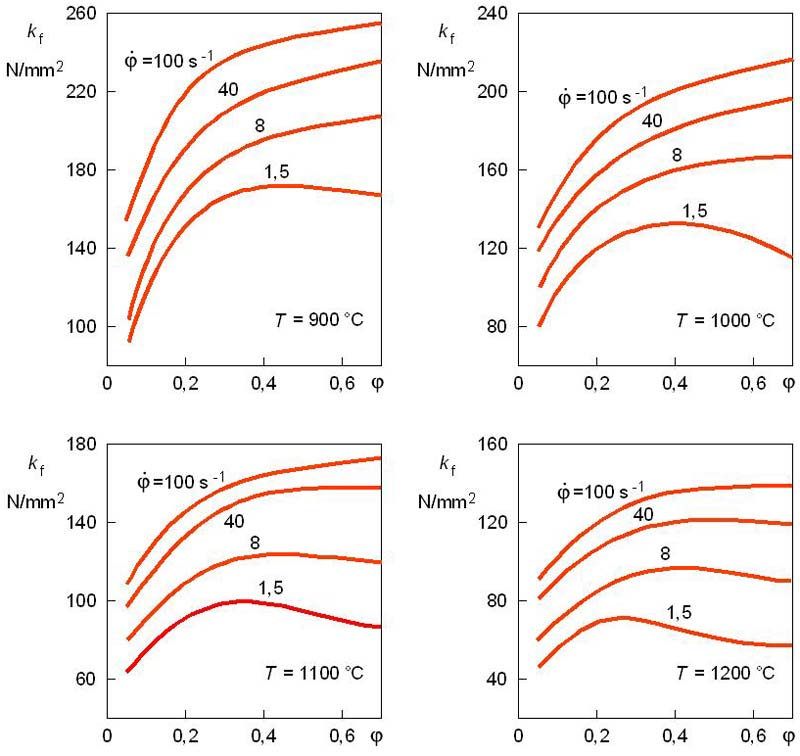
Lágyacél (C15) alakítási szilárdsága
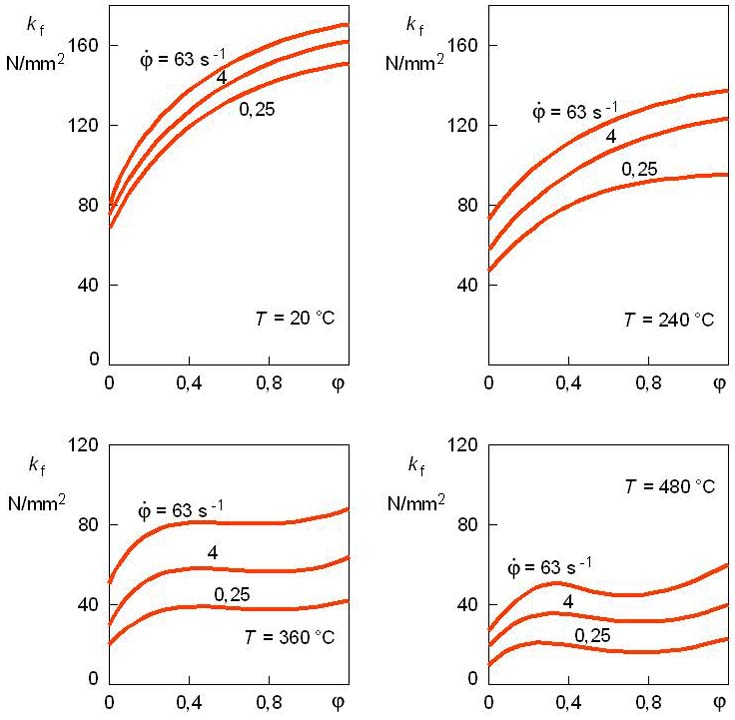
Alumínium (Al99,5) alakítási szilárdsága